# Топло
„Топло“ е български игрален филм (комедия) от 1978 година, по сценарий и режисура на Владимир Янчев. Оператор е Цанчо Цанчев. Музиката във филма е композирана от Симеон Щерев.

## Сюжет
Хората от софийската кооперация „Цар Крум“ решават сами да си осигурят парно отопление. Договарят се с трима майстори и дори им предплащат услугата. И започва голямото пробиване на дупки в стените, в подове, по таваните. В един хубав ден майсторите изчезват, но дупките остават. Оказва се, че тези дупки още повече ще сближат измамените и изнервени съкооператори. Те са готови на всичко за да се сдобият с топлото, дори когато откриват тримата майстори в затвора.

## Състав

### Актьорски състав
| Роля                                           | Изпълнител                                                                 |
| ---------------------------------------------- | -------------------------------------------------------------------------- |
| Васил Иванов-Кукера /журналистът/              | Заслужил артист: Наум Шопов                                                |
| пенсионерът Снегов                             | Заслужил артист: Константин Коцев                                          |
| митническият чиновник Колев                    | Стоян Стойчев                                                              |
| Нестор Шопов /академикът/                      | Народен артист: Георги Черкелов                                            |
| Управителката на магазин за хранителни стоки.  | Заслужила артистка: Татяна Лолова                                          |
| Руди, студент по режисура                      | Лъчезар Стоянов                                                            |
| шофьорът                                       | Валентин Русецки                                                           |
| бай Желязко, служителят от „Мототехника“       | Божидар Лечев                                                              |
| Майстори-измамници.                            | Народен артист: Григор Вачков Заслужил артист: Стефан Данаилов Тодор Колев |
| директорът на затвора                          | Заслужил артист: Георги Попов                                              |
| милиционер                                     | Народен артист: Андрей Чапразов                                            |
| Иванка Петрова Салтамакова /съдията/           | Народна артистка: Стоянка Мутафова                                         |
| Кошлева                                        | Кина Мутафова                                                              |
| Маргарита Шопова, жената на академика          | Искра Хаджиева                                                             |
|                                                | Райна Петрова                                                              |
| Първанова                                      | Минка Сюлеймезова (като Минка Сюлемезова)                                  |
| директор на „Топлофикация“                     | Заслужил артист: Пенчо Петров                                              |
| новият директор на затвора                     | Венелин Пехливанов                                                         |
| съучастник на затворника Лалов №1              | Димитър Манчев                                                             |
| съучастник на затворника Лалов №2 (с калпака)  | Иван Обретенов                                                             |
| милиционер, охранител в дома на Кошлева        | Добромир Манев                                                             |
| милиционерът Мишо                              | Асен Кисимов (като Асен Ангелов)                                           |
| любовникът от магазина за хранителни стоки     | Коста Карагеоргиев                                                         |
|                                                | Марио Маринов                                                              |
|                                                | Владимир Русинов                                                           |
| милиционер в канализацията                     | Марко Мангачев                                                             |
| свещеникът                                     | Асен Георгиев                                                              |
|                                                | Мариана Багарова                                                           |
|                                                | Румен Димитров                                                             |
| дъщерята на Кукера                             | Десислава Минчева                                                          |
|                                                | Димитър Цанчев                                                             |
| милиционер (не е посочен в надписите на филма) | Недялко Попдимитров                                                        |

и други

### Технически екип
| Сценарий Режисьор  | Владимир Янчев                                                                                               |
| Редактор           | Асен Георгиев                                                                                                |
| Оператор           | Цанчо Цанчев                                                                                                 |
| Художник           | Богоя Сапунджиев                                                                                             |
| Музика             | Симеон Щерев                                                                                                 |
| Звук               | Веселин Цолевски                                                                                             |
| Монтаж             | Катя Василева Йорданка Бъчварова Евгения Тасева                                                              |
| Костюми            | Росица Енева                                                                                                 |
| Втори художник     | Васил Диков                                                                                                  |
| Грим               | Таньо Куков Венета Стоянова                                                                                  |
| Асистент-режисьори | Кирил Киров Дочо Цветковски Светла Дукова                                                                    |
| Втори оператор     | Христос Арвантидис                                                                                           |
| Асистент-оператори | Димитър Минков Павел Павлов                                                                                  |
| Организатори       | Людмил Милев Милко Шишков Миладин Иванов                                                                     |
| Реквизит           | Владимир Оджаков                                                                                             |
| Гардероб           | Илинка Китанова Теменужка Трайкова                                                                           |
| Декори             | Васил Младенов                                                                                               |
| Фотограф           | Станка Цонкова                                                                                               |
| Осветление         | Дончо Цветков                                                                                                |
| Техник на записа   | Никола Белишки                                                                                               |
| Консултанти        | полк. Тома Дронев инж. Коста Димитров                                                                        |
| Директор           | Иван Кордов                                                                                                  |
| Distributed by     | БЪЛГАРСКА КИНЕМАТОГРАФИЯ Студия за игрални филми „БОЯНА“ Творчески колектив „СЪВРЕМЕННИК“ /Copyright © 1978/ |

## Награди
- Награда за кинокомедия на СБФД, 1978